# Jens Teutsch-Majowski
Jens Teutsch-Majowski (* 1964 in Berlin) ist ein deutscher Journalist und Autor.

## Werdegang
Seit Anfang der 1990er Jahre arbeitet Jens Teutsch-Majowski als Autor für Printmedien und Fernsehen. Aus seinen Kolumnen für die Frauenzeitschrift Freundin entstand 2001 das Buch Mannomann. Von 1995 an schrieb er insgesamt sieben Staffeln als TV-Autor für die BR-Produktion Herzblatt. 1999 bis 2001 folgten 18 Drehbücher zusammen mit Max Witzigmann für Hape Kerkelings Comedy-Show Darüber lacht die Welt, die auf Sat.1 ausgestrahlt wurde.
Neben Aufträgen fürs Fernsehen arbeitet er als Drehbuchautor für Filme. Der 2004 erschienene Film Hinter der Tür wurde von Teutsch-Majowski geschrieben, er erscheint jedoch unter dem Pseudonym Jens Teuschert-Majowski. 2009 entstand in der Zusammenarbeit mit Ludwig Berndl und Hape Kerkeling das Drehbuch für die Kinokomödie Horst Schlämmer – Isch kandidiere!.
2012 und 2013 betreute er als Autor 14 Folgen der Comedy-Show Willkommen bei Mario Barth. Seit 2014 arbeitet er als Head-Autor für Mario Barths RTL-Infotainment-Shows Mario Barth deckt auf und Mario Barth räumt auf.
2014 gewann er zusammen mit Simon Schneider den Preis der Deutschen Akademie für Fußballkultur für das Fußball-Hörspiel des Jahres. La vida no termina aqui  handelt über das Leben und gewaltsame Sterben eines kolumbianischen Fußballnationalspielers.
Im Jahr 2020 erschien beim Audible-Hörbuch-Verlag Teutsch-Majowskis Kinderkrimi Julius, Cesar & der Schulklo-Picasso. 2021 war er als Set-Autor von Moderator Michael Bully Herbig für die 2. und 3. Staffel der Amazon Produktion L.O.L. (Last One Laughing) verantwortlich. 2021 entstanden in seiner Verantwortung als Head-Autor zwei Drehbücher für die Comedy-Märchenstunde in Sat 1 (Aschenputtel und Hänsel & Gretel).

## Filmografie (Auswahl)
Drehbuch
- 1998: Darüber lacht die Welt
- 2000: Kaffee und Kippen (Fernsehfilm)
- 2004: Comeback – Die große Chance (Fernsehserie)
- 2004: Hinter der Tür (Kurzfilm)
- 2006: Extreme Activity (Fernsehserie)
- 2009: Horst Schlämmer – Isch kandidiere!
- 2021: Die Comedy-Märchenstunde – Aschenputtel, Hänsel & Gretel (Fernsehfilme)
- 2022: LOL: Last One Laughing (Fernsehshow)